# Nowe Miasto nad Pilicą (stacja kolejowa)
Zasugerowano, aby wydzielić z tego artykułu fragmenty do artykułu Linia kolejowa Warszawa Mokotów – Nowe Miasto nad Pilicą.
Nowe Miasto nad Pilicą – dawna wąskotorowa stacja kolejowa w Nowym Mieście nad Pilicą, w województwie mazowieckim, w Polsce. Stacja-kraniec linii Warszawa Mokotów - Nowe Miasto nad Pilicą.
Otwarcie linii 30 października 1898 na trasie Warszawa Mokotów - Piaseczno Miasto Wąskotorowe, z 1 torem o prześwicie: 1000 mm. 20 września 1924 otwarto ostatni zbudowany odcinek Brzostowiec – Nowe Miasto nad Pilicą z 1 torem, prześwit: 1000 mm. Największa długość linii - przed 1937 (po 1924): 83,710 km.
Od 1937 skracanie linii, rozebranie odcinka Warszawa Mokotów - Warszawa Południowa(skrócenie linii na ul. Puławskiej). 1968-10-01 zamknięcie dla ruchu pasażerskiego odcinka Warszawa Południowa - Warszawa Dąbrówka Wąskotorowa. 1 grudnia 1969 rozebranie linii Warszawa Południowa – Warszawa Dąbrówka Wąskotorowa.
1 sierpnia 1971 koniec kursowania do Warszawy, rozebranie Warszawa Dąbrówka Wąskotorowa – Piaseczno Miasto Wąskotorowe. Kolejne zamknięcie dla ruchu pasażerskiego 1 stycznia 1988, odcinek Grójec – Nowe Miasto nad Pilicą. Reszta linii - zamknięcie dla ruchu pasażerskiego w 1 lipca 1991 (odcinek Piaseczno Miasto Wąskotorowe - Grójec). Koniec (zamknięcie) dla ruchu towarowego 1 września 1996 (definitywny koniec stacji na kursach komercyjnych) Piaseczno Miasto Wąskotorowe – Nowe Miasto nad Pilicą.